# ماثيو سميث (لاعب هوكي الحقل)
ماثيو سميث (بالإنجليزية: Matthew Smith) هو لاعب هوكي الحقل أسترالي، ولد في 20 نوفمبر 1973 في تامورث في أستراليا.

## وصلات خارجية
- ماثيو سميث على موقع الاتحاد الدولي للهوكي (الإنجليزية)
- ماثيو سميث على موقع اللجنة الأولمبية الدولية (الإنجليزية)
- ماثيو سميث على موقع أوليمبيديا (الإنجليزية)
- ماثيو سميث على موقع اللجنة الأولمبية الأسترالية (الإنجليزية)
- ماثيو سميث على موقع اتحاد ألعاب الكومنولث (مؤرشف) (الإنجليزية)